# ویلیام هنری مارگتسون
ویلیام هنری مارگتسون (انگلیسی: William Henry Margetson; لندن ۱ دسامبر ۱۸۶۱ – ۲ ژانویهٔ ۱۹۴۰) نقاش، و تصویرگر اهل بریتانیا بود که بیشتر به خاطر پرتره‌های زیبایی‌شناختی از زنان شهرت دارد.

## زندگی و آثار

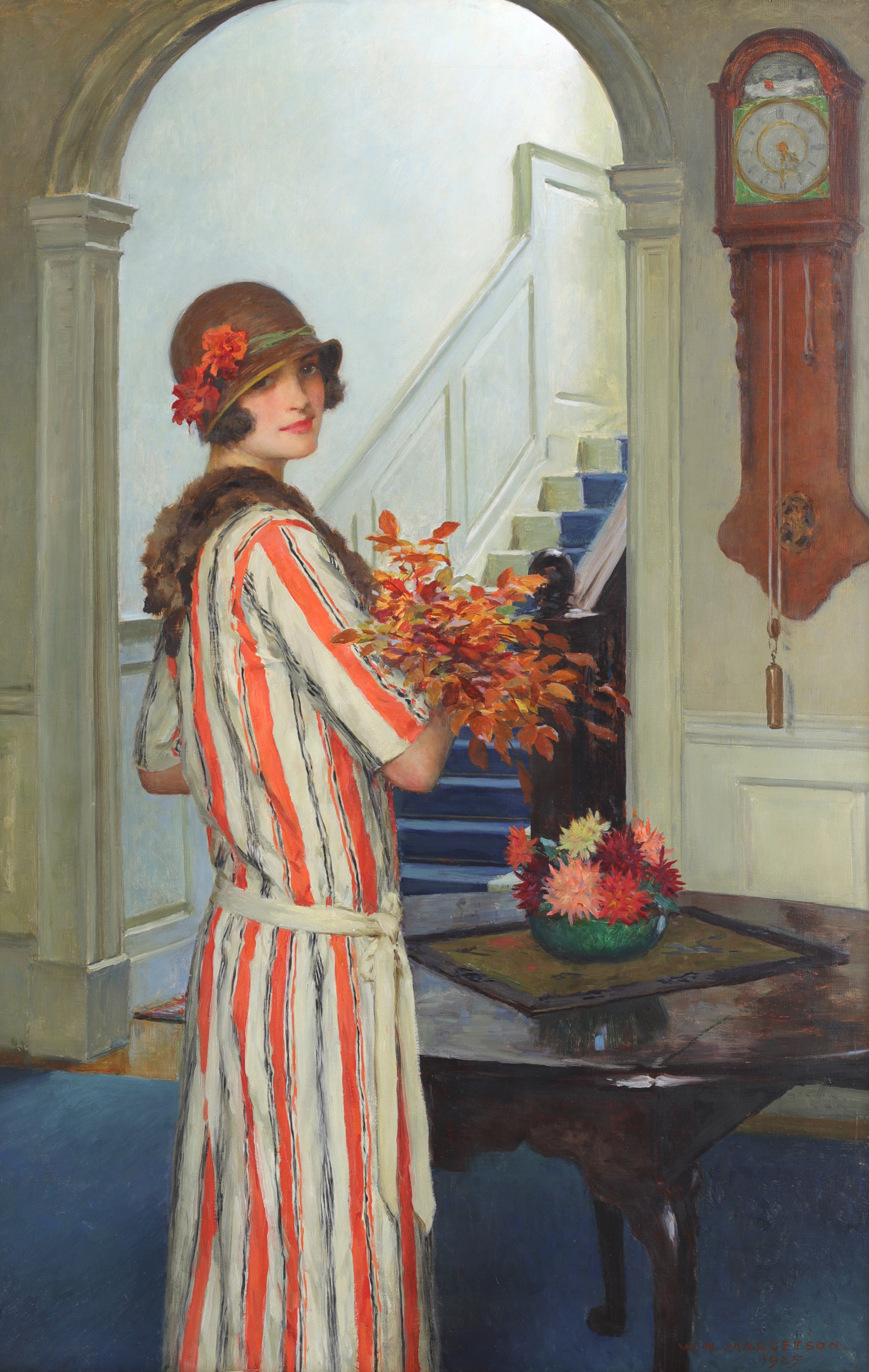
پاییز طلایی

مارگتسون در کمبرول لندن به دنیا آمد. او در کالج دالویچ و بعدها در کالج سلطنتی هنر و مدارس آکادمی سلطنتی تحصیل کرد. او ابتدا در سال ۱۸۸۵ در آکادمی سلطنتی، و سپس در انجمن سلطنتی هنرمندان بریتانیا، مؤسسه سلطنتی نقاشان روغن و گالری گروسونور آثارش را به نمایش گذاشت. در اواخر سال ۱۸۸۵ او مدال آرمیتاژ را، که اکنون در موزه بریتانیا است، به دست آورد.
مارگتسون با رنگ روغن و آبرنگ نقاشی می‌کرد. او نام خود را با پرتره‌هایی از زنان زیبا بر سر زبان‌ها انداخت که اغلب با مدل مو و کلاه مدرن نقش می‌شدند. او همچنین آثار هنری مذهبی و تمثیلی خلق کرد. در آغاز، او به سبک آکادمیک و ویکتوریایی کار کرد. بعدها او از سبک قلم موی آزادتری استفاده کرد که از پست امپرسیونیست‌ها و پیش رافائل‌ها و به ویژه لارنس آلما تادما الهام گرفته بود. موفق‌ترین اثر او اثر تزئینی کلاسیک «دریا مرواریدش را دارد» بود که در سال ۱۸۹۷ در آکادمی سلطنتی به نمایش گذاشته شد که اکنون در گالری هنری نیو ساوت ولز، در استرالیا است.
پرتره ای از آلفرد تنیسون توسط مارگتسون در گالری ملی پرتره لندن نگهداری می‌شود.
مارگتسون همچنین به عنوان تصویرگر کتاب کار می‌کرد. او با هنرمندی به نام هلن هاتون ازدواج کرد. آن دو وقتی که با هم روی یک پروژه تصویرسازی کار می‌کردند با هم آشنا شدند. او ابتدا در لندن و سپس در بلوبری و والینگفورد زندگی و کار کرد. او در سال ۱۹۴۰ در والینگفورد، آکسفوردشایر در سن ۷۸ سالگی درگذشت.

## نگارخانه

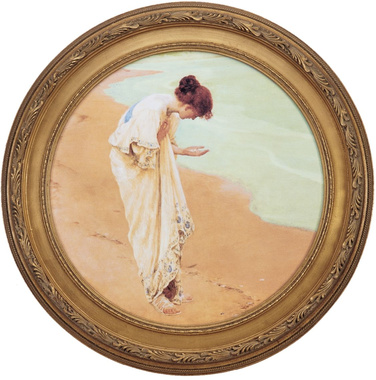
دریا مرواریدهایش را دارد
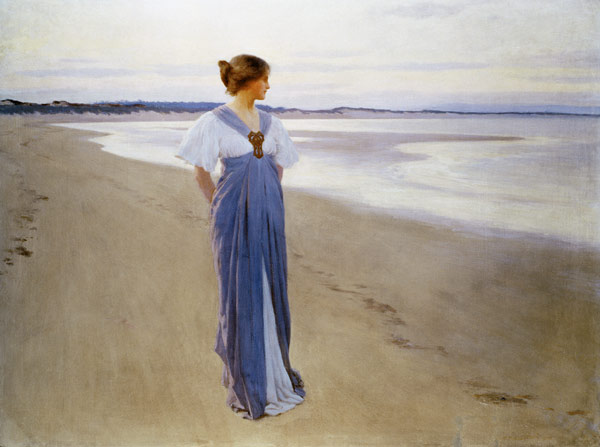
ساحل دریا
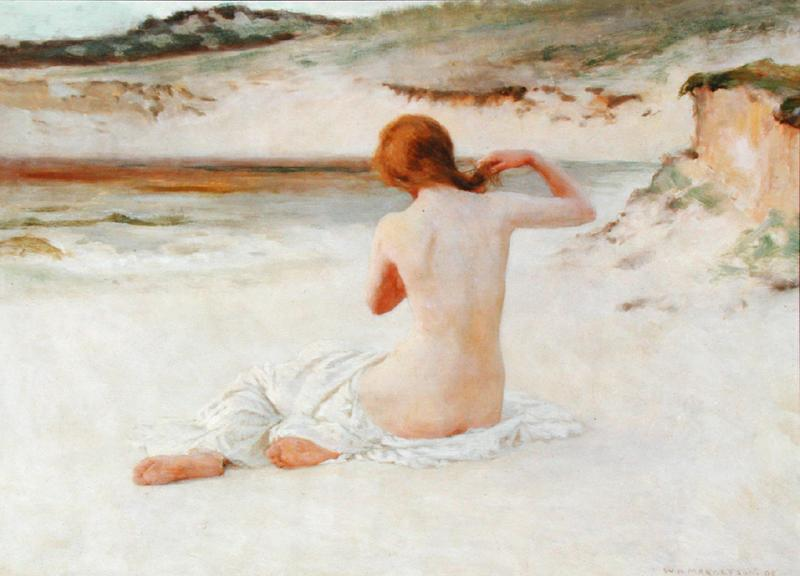
یک عصر تابستانی
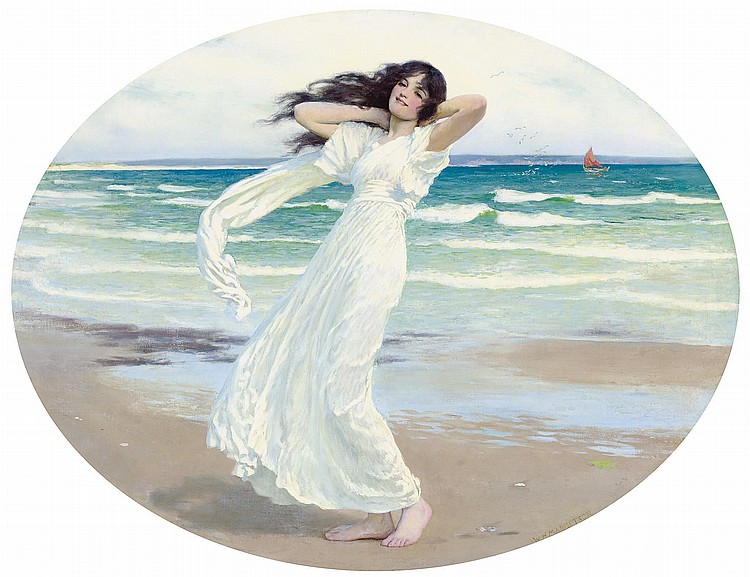
بانو پوزئیدون در ساحل
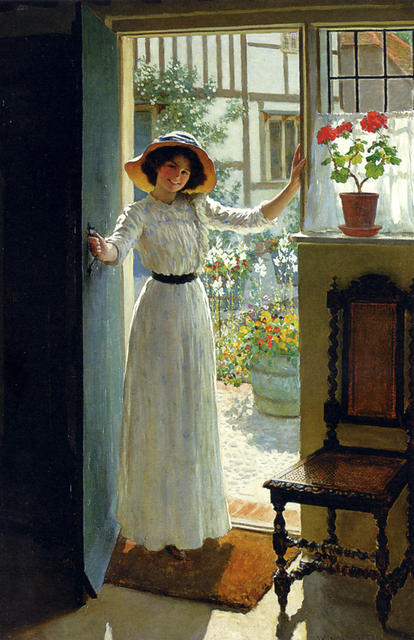
در آستانه کلبه
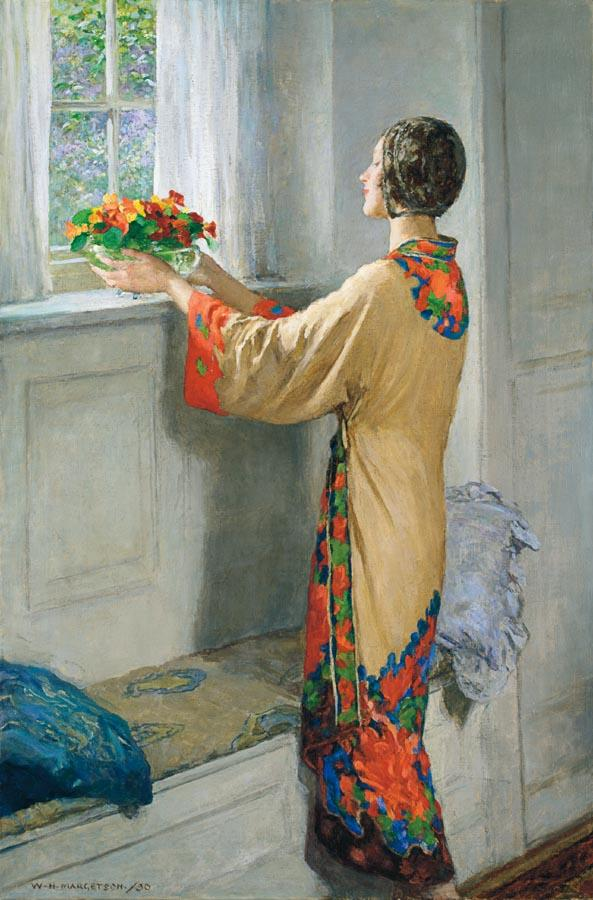
یک روز جدید
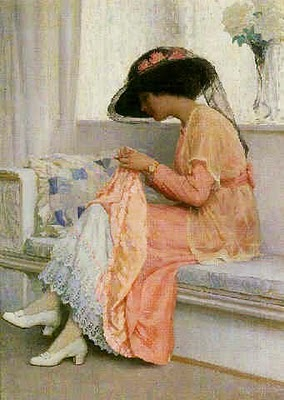
یک کوک سر وقت
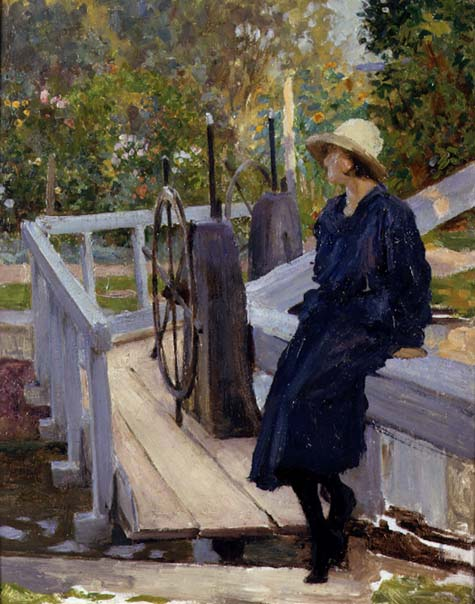
دختری در کنار سد متحرک
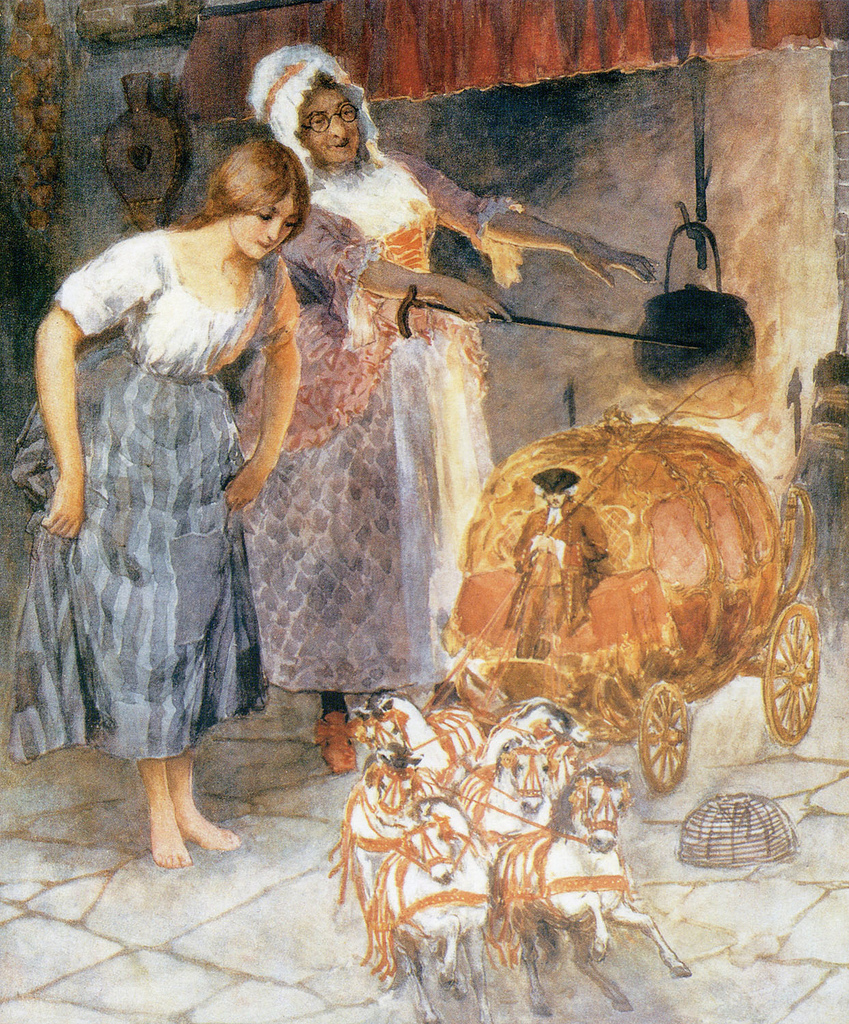
سیندرلا و مادرخوانده پری
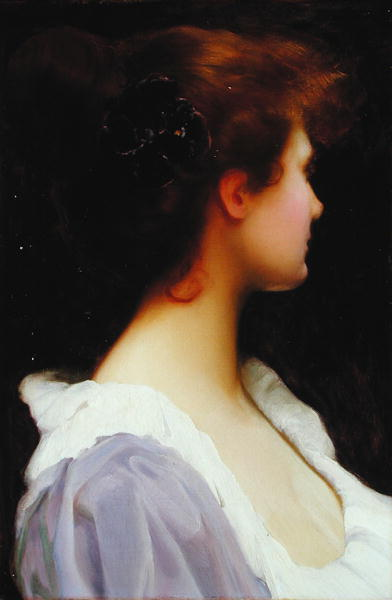
ایمان
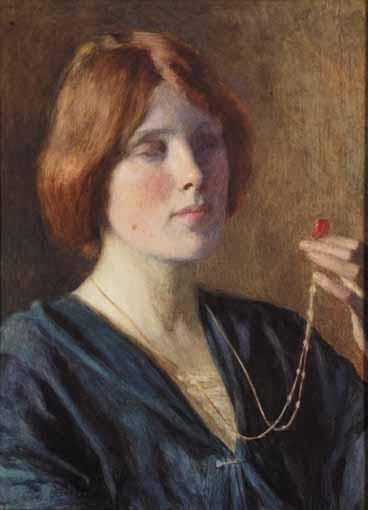
حرز
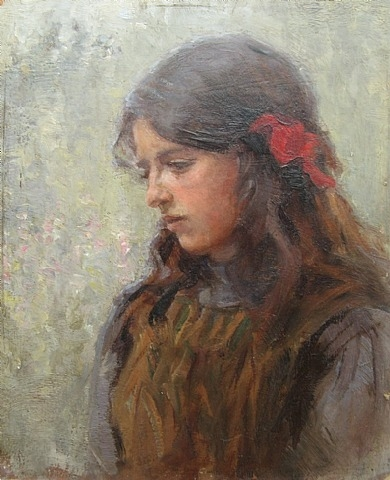
نورا
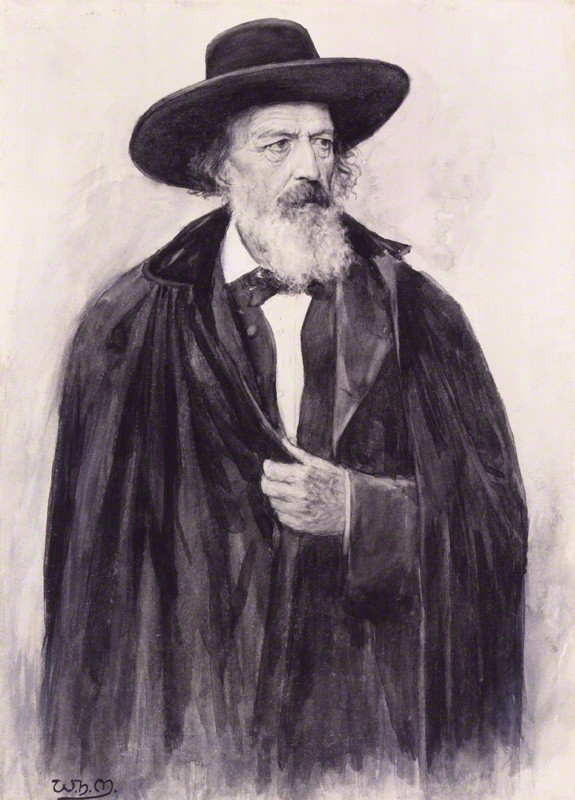
آلفرد لرد تنیسون
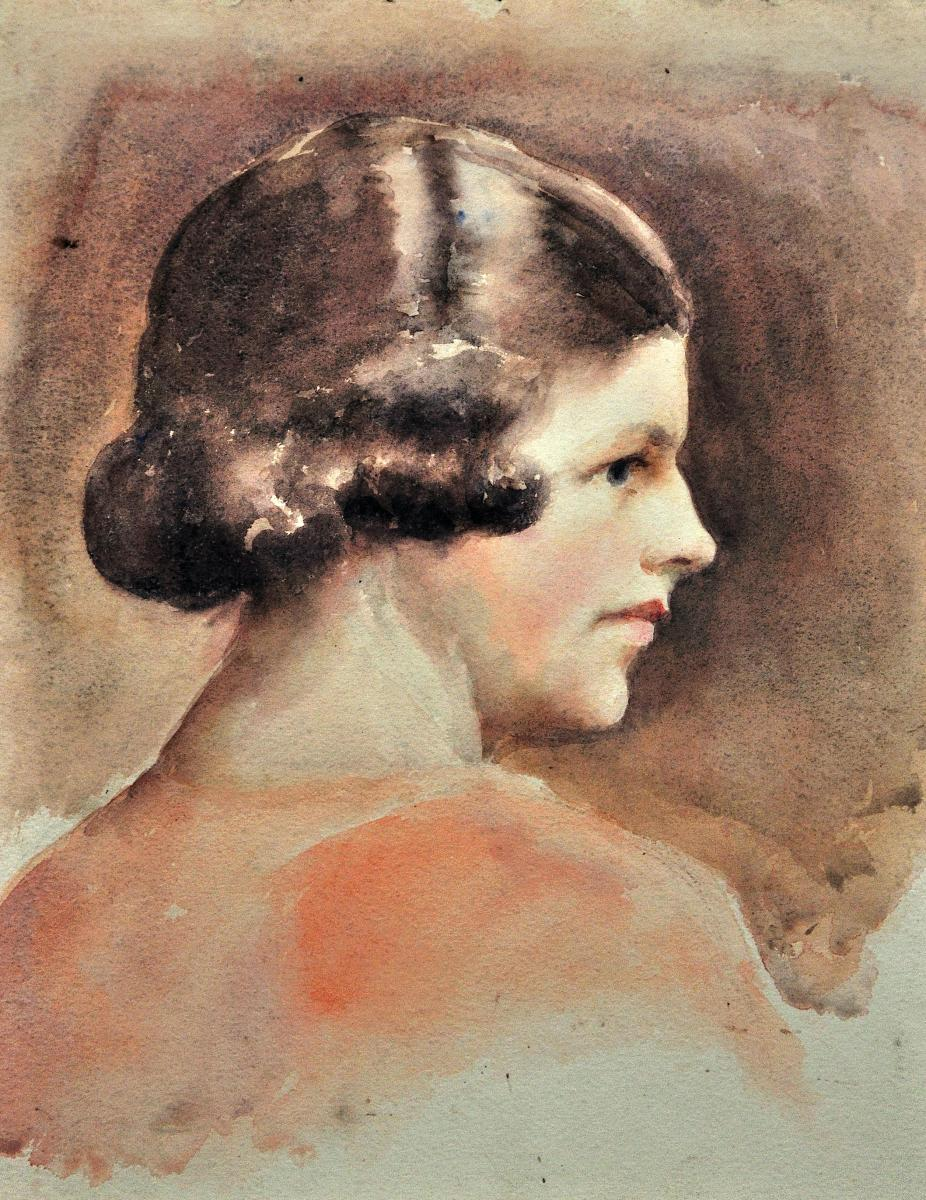
هلن هاتون
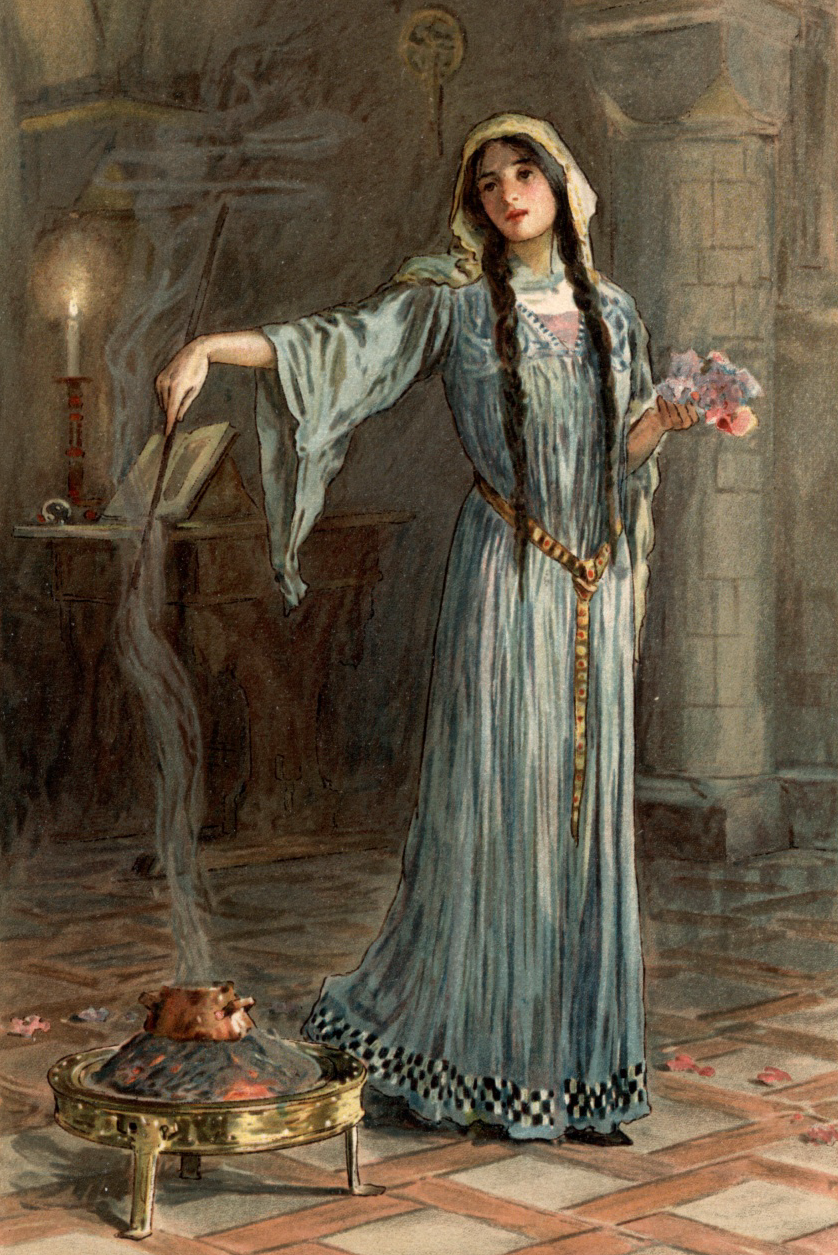
مورگان لو فی از تصویرسازی‌های مارگتسون برای "افسانه‌های شاه آرتور و شوالیه هایش" (۱۹۰۸)